# Steganotaenieae
Steganotaenieae es una tribu de plantas con flores perteneciente a la familia Apiaceae.

## Géneros
- Polemanniopsis
- Steganotaenia